# Acalolepta argentata
Acalolepta argentata es una especie de escarabajo longicornio del género Acalolepta, tribu Monochamini, subfamilia Lamiinae. Fue descrita científicamente por Aurivillius en 1911.
Se distribuye por Australia. Mide aproximadamente 11-21 milímetros de longitud. Se alimenta de la especie Eupatorium adenophorum.